# Жаткин, Олег Алексеевич
Олег Алексеевич Жаткин (р. 1948, Железногорск) — российский военный врач, доктор медицинских наук, профессор, генерал-майор медицинской службы, академик РАЕН, академик МАНЭБ, начальник Томского военно-медицинского института (с 1992 по 2007 годы).

## Биография
Родился в 1948 году в Конышевском районе, Курская область, СССР в семье педагогов.
- служил в Группе советских войск в Венгрии.

## Награды
- Орден Почёта,
- Медаль «За заслуги перед Отечеством»,
- Медаль «За воинскую доблесть»,
- Медаль «За заслуги перед СибГМУ»,
- Наградной крест «За заслуги перед казачеством России» I степени,
- ещё примерно тридцать медалей и знаков отличия.